# Monophlebulus montanus
Monophlebulus montanus är en insektsart som beskrevs av Reyne 1965. Monophlebulus montanus ingår i släktet Monophlebulus och familjen pärlsköldlöss.
Artens utbredningsområde är Papua Nya Guinea. Inga underarter finns listade i Catalogue of Life.